# Vaxy
Vaxy é uma comuna francesa na região administrativa de Grande Leste, no departamento de Mosela. Estende-se por uma área de 5,31 km². Em 2010 a comuna tinha 168 habitantes (densidade: 31,6 hab./km²).